# تريفوه تشالوباه
تريفوه تشالوباه (بالإنجليزية: Trevoh Chalobah)‏ (مواليد 5 يوليو 1999) هو لاعب كرة قدم إنجليزي يلعب في نادي لوريان على سبيل الإعارة.

## الإنجازات
تشيلسي
- كأس السوبر الأوروبي : 2021[3]

## روابط خارجية
- تريفوه تشالوباه على موقع الاتحاد الأوربي (الإنجليزية)
- تريفوه تشالوباه على موقع إي إس بي إن إف سي (الإنجليزية)
- تريفوه تشالوباه على موقع قاعدة بيانات كرة القدم.إي يو (الإنجليزية)
- تريفوه تشالوباه على موقع ليكيب (الفرنسية)
- تريفوه تشالوباه على موقع Soccerbase.com (لاعب) (الإنجليزية)
- تريفوه تشالوباه على موقع Soccerway.com (الإنجليزية)
- تريفوه تشالوباه على موقع عالم كرة القدم.نت (الإنجليزية)
- تريفوه تشالوباه على موقع AS.com (الإسبانية)